# 다와야오역
다와야오역(중국어: 大瓦窑站)은 중국 베이징시 펑타이구 루거우차오 가도 징강아오 고속공로 보로·다와야오 중로 교차점의 동측에 위치한 베이징 지하철 14호선의 지하철역이다. 2013년 5월 5일에 14호선의 서부 구간(장궈좡 ~ 시쥐)과 함께 개통하였다.

## 위치
다와야오역은 장이춘로(북서 - 남동), 다와야오 중로(북쪽 방향), 징강아오 고속공로(북동 - 남서)가 교차하는 다와야오교 북동쪽에 위치한다.

## 역 구조
다와야오역은 섬식 승강장으로 설계된 2층 건물의 지하역이다. 역 북서쪽에 장이춘 정차장 출입장 단선이 존재한다.

### 층별 구조
| 지면층             | 출입구                          | A-D출입구                                               |
| 지하 1층 대합실 층 | 대합실                          | 발권 서비스, 자동 티켓 판매기, 이카통(一卡通) 카드 충전 |
| 지하 2층 승강장 층 | ←                               | ■ 14호선 장궈좡 방면 (위안보위안)                       |
| 지하 2층 승강장 층 | 섬식 승강장, 왼쪽 출입문이 열림 |                                                         |
| 지하 2층 승강장 층 | →                               | ■ 14호선 산거좡 방면 (궈좡쯔)                           |

## 출입구
|                         |                                |                                |      |             |
| 출구                    | 지시                           | 출구 인근                      | 사진 | 무장애 시설 |
| 出口 · A                | 다와야오 중로(大瓦窑中路) 동측 | 징뎬리롄상 빌딩(京点联创大厦)  |      |             |
| 出口 · B                | 징강아오 고속(京港澳高速) 북측 | 서우상톈위에산허(首创天阅山河) |      | 빈칸        |
| 出口 · D                | 루거우차오 남로(卢沟桥南路)    |                                |      | 빈칸        |
| 아이콘 설명: 엘리베이터 |                                |                                |      |             |